# Святотроїцьке (Мелітопольський район)
Святотроїцьке — село в Україні, в Олександрівській сільській громаді Мелітопольського району Запорізької області. Населення — 955 осіб (2001).

## Географія
Село Святотроїцьке розташоване за 174 км від обласного центру та 51 км від районного центру, за 2 км від Азовського моря. Найближчі населенні пункти: Ігорівка (3 км) та Миронівка (4,5 км).

## Історія
У 1883 році засноване як село Троїцьке, яке у 1920—1930-х роках було об'єднано з селом Второкостянтинівка. 
7 (20) листопада 1917 року, відповідно до Третього Універсалу Української Центральної Ради, увійшло до складу Української Народної Республіки.
У 1938 році перейменоване в село Чкалове.
27 листопада 2017 року, в ході децентралізації, Олександрівська сільська рада об'єднана з Олександрівською сільською громадою Приазовського району.
12 червня 2020 року, відповідно до розпорядження Кабінету Міністрів України № 713-р «Про визначення адміністративних центрів та затвердження територій територіальних громад Запорізької області», село увійшло до складу новоутвореної Олександрівської сільської громади.
19 липня 2020 року, в результаті адміністративно-територіальної реформи та ліквідації Приазовського району, село увійшло до складу новоутвореного Мелітопольського району.
22 червня 2023 року рішенням Національної комісії зі стандартів державної мови віднесено до списку населених пунктів, які «можуть не відповідати лексичним нормам української мови», зокрема стосуватися «російської імперської чи колоніальної політики». Громаді було рекомендовано обґрунтувати доцільність збереження поточної назви або запропонувати нову назву в установленому законодавством порядку.
10 квітня 2024 року Комітет Верховної Ради України з питань організації державної влади, місцевого самоврядування, регіонального розвитку та містобудування підтримав перейменування села на Святотроїцьке.
18 вересня 2024 року, відповідно з постановою Верховної Ради України № 12043, ухвалено рішення про перейменування села Чкалове на Святотроїцьке.

## Економіка
- Агрофірма ТОВ «Ольвія».
- Агрофірма ТОВ «Емаус».

## Об'єкти соціальної сфери
- Навчально-виховний комплекс. 149 учнів, 23 співробітника. Директор Єремєєва Людмила Вікторівна[8]. У 2009 році учень НВК Андрій Півень зайняв III місце на Всеукраїнській олімпіаді з географії[9].
- Будинок культури.

## Особистості
Уродженці села:
- Конюхов Федір Пилипович (нар. 1951) — російський мандрівник, яхтсмен, письменник, художник, православний священнослужитель.
- Бойко Валентина Володимирівна (нар. 1946) — народна артистка України (1993).